# Terjat
Terjat est une commune française, située dans le département de l'Allier en région Auvergne-Rhône-Alpes.

## Géographie

### Climat
Pour des articles plus généraux, voir Climat d'Auvergne-Rhône-Alpes et Climat de l'Allier.
En 2010, le climat de la commune est de type climat océanique dégradé des plaines du Centre et du Nord, selon une étude du CNRS s'appuyant sur une série de données couvrant la période 1971-2000. En 2020, Météo-France publie une typologie des climats de la France métropolitaine dans laquelle la commune est exposée à un climat de montagne ou de marges de montagne et est dans la région climatique Ouest et nord-ouest du Massif Central, caractérisée par une pluviométrie annuelle de 900 à 1 500 mm, maximale en automne et en hiver.
Pour la période 1971-2000, la température annuelle moyenne est de 10 °C, avec une amplitude thermique annuelle de 15,1 °C. Le cumul annuel moyen de précipitations est de 866 mm, avec 11,4 jours de précipitations en janvier et 7,5 jours en juillet. Pour la période 1991-2020, la température moyenne annuelle observée sur la station météorologique de Météo-France la plus proche, sur la commune de Durdat-Larequille à 9 km à vol d'oiseau, est de 11,0 °C et le cumul annuel moyen de précipitations est de 879,1 mm,. Pour l'avenir, les paramètres climatiques de la commune estimés pour 2050 selon différents scénarios d'émission de gaz à effet de serre sont consultables sur un site dédié publié par Météo-France en novembre 2022.

## Urbanisme

### Typologie
Au 1er janvier 2024, Terjat est catégorisée commune rurale à habitat très dispersé, selon la nouvelle grille communale de densité à 7 niveaux définie par l'Insee en 2022.
Elle est située hors unité urbaine. Par ailleurs la commune fait partie de l'aire d'attraction de Montluçon, dont elle est une commune de la couronne,. Cette aire, qui regroupe 58 communes, est catégorisée dans les aires de 50 000 à moins de 200 000 habitants,.

### Occupation des sols

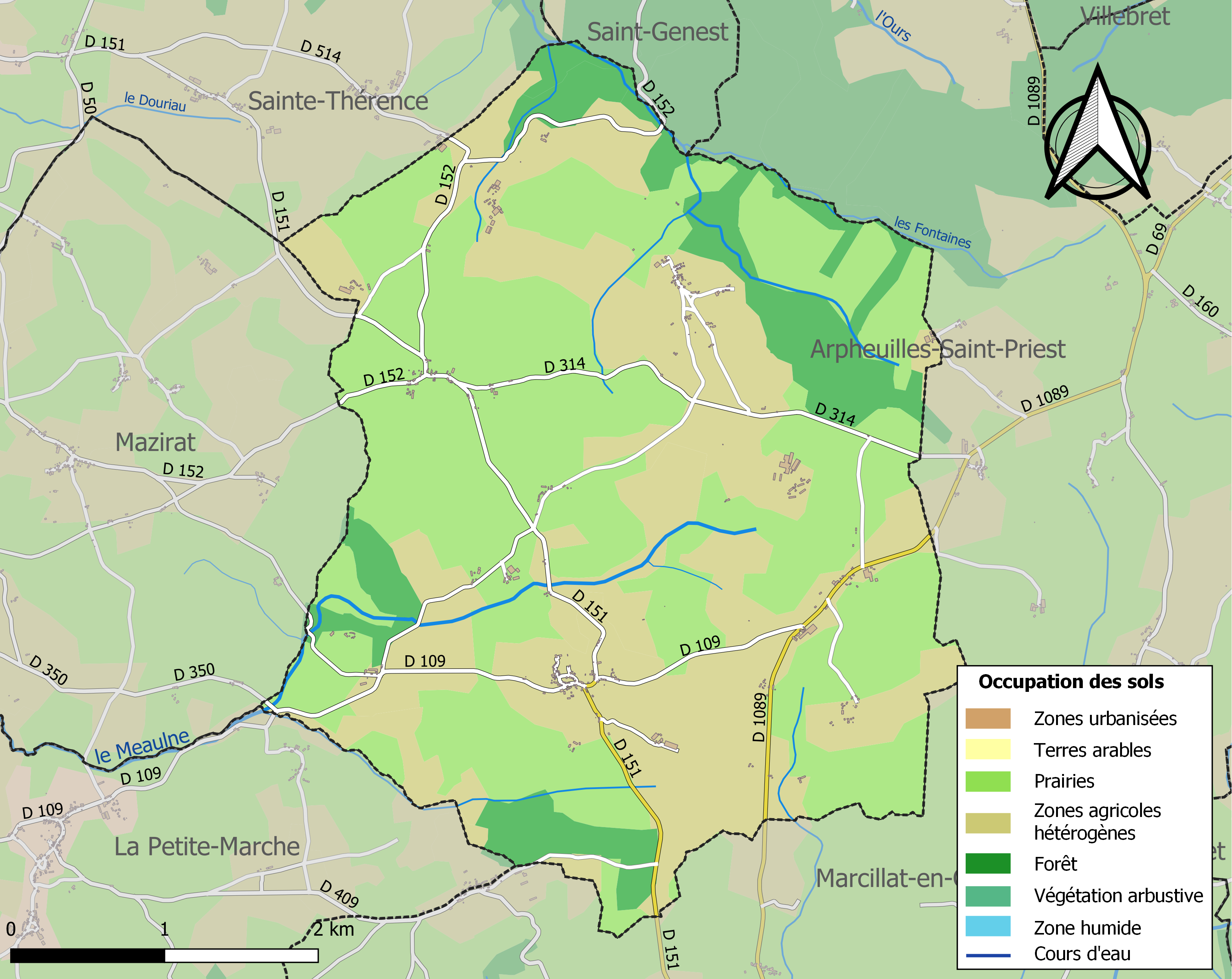
Carte des infrastructures et de l'occupation des sols de la commune en 2018 (CLC).

L'occupation des sols de la commune, telle qu'elle ressort de la base de données européenne d’occupation biophysique des sols Corine Land Cover (CLC), est marquée par l'importance des territoires agricoles (88,6 % en 2018), une proportion identique à celle de 1990 (88,6 %). La répartition détaillée en 2018 est la suivante : prairies (50,4 %), zones agricoles hétérogènes (38,1 %), forêts (11,4 %).
L'IGN met par ailleurs à disposition un outil en ligne permettant de comparer l’évolution dans le temps de l’occupation des sols de la commune (ou de territoires à des échelles différentes). Plusieurs époques sont accessibles sous forme de cartes ou photos aériennes : la carte de Cassini (XVIIIe siècle), la carte d'état-major (1820-1866) et la période actuelle (1950 à aujourd'hui).

## Toponymie
Le village est nommé Trejat en parler du Croissant local.

## Héraldique
|  | Les armes de la commune se blasonnent ainsi : D’or au sautoir d’azur cantonné aux flancs de deux trèfles de sinople, à l’épée d’argent brochant sur le tout. |

## Politique et administration
| Période                                  | Période                      | Identité                         | Étiquette | Qualité                                  |
| ---------------------------------------- | ---------------------------- | -------------------------------- | --------- | ---------------------------------------- |
| Les données manquantes sont à compléter. |                              |                                  |           |                                          |
| 1904                                     | 1919                         | André Chassagne                  |           |                                          |
| 1919                                     |                              | Pierre Joseph Mallet de Vandègre |           |                                          |
| mars 2001                                | mars 2008                    | Bernard Riboulet                 |           |                                          |
| mars 2008                                | juillet 2020                 | Claude Michard                   | DVG       | Agriculteur                              |
| juillet 2020                             | En cours (au 8 juillet 2020) | Jérôme Pernelle                  |           | Expert certifié en diagnostic immobilier |

## Équipements et services publics
La commune de Terjat dispose d'un stade municipal (sans tribune), d'une école faisant partie d'un R.P.I (regroupement pédagogique intercommunal), avec les communes voisines, accueillant les classes du CP au CE2. La commune dispose également d'une salle des fêtes ou salle polyvalente et d'une garderie.

## Population et société

### Démographie
L'évolution du nombre d'habitants est connue à travers les recensements de la population effectués dans la commune depuis 1793. Pour les communes de moins de 10 000 habitants, une enquête de recensement portant sur toute la population est réalisée tous les cinq ans, les populations de référence des années intermédiaires étant quant à elles estimées par interpolation ou extrapolation. Pour la commune, le premier recensement exhaustif entrant dans le cadre du nouveau dispositif a été réalisé en 2008.

En 2022, la commune comptait 181 habitants, en évolution de −12,56 % par rapport à 2016 (Allier : −1,38 %, France hors Mayotte : +2,11 %).
| 1793 | 1800 | 1806 | 1821 | 1831 | 1836 | 1841 | 1846 | 1851 |
| ---- | ---- | ---- | ---- | ---- | ---- | ---- | ---- | ---- |
| 473  | 478  | 471  | 483  | 513  | 584  | 597  | 645  | 637  |

| 1856 | 1861 | 1866 | 1872 | 1876 | 1881 | 1886 | 1891 | 1896 |
| ---- | ---- | ---- | ---- | ---- | ---- | ---- | ---- | ---- |
| 570  | 563  | 588  | 595  | 628  | 672  | 688  | 729  | 718  |

| 1901 | 1906 | 1911 | 1921 | 1926 | 1931 | 1936 | 1946 | 1954 |
| ---- | ---- | ---- | ---- | ---- | ---- | ---- | ---- | ---- |
| 697  | 640  | 611  | 538  | 504  | 464  | 459  | 416  | 369  |

| 1962 | 1968 | 1975 | 1982 | 1990 | 1999 | 2006 | 2008 | 2013 |
| ---- | ---- | ---- | ---- | ---- | ---- | ---- | ---- | ---- |
| 371  | 303  | 255  | 244  | 238  | 228  | 220  | 218  | 216  |

| 2018 | 2022 | - | - | - | - | - | - | - |
| ---- | ---- | - | - | - | - | - | - | - |
| 184  | 181  | - | - | - | - | - | - | - |

## Culture locale et patrimoine

### Lieux et monuments

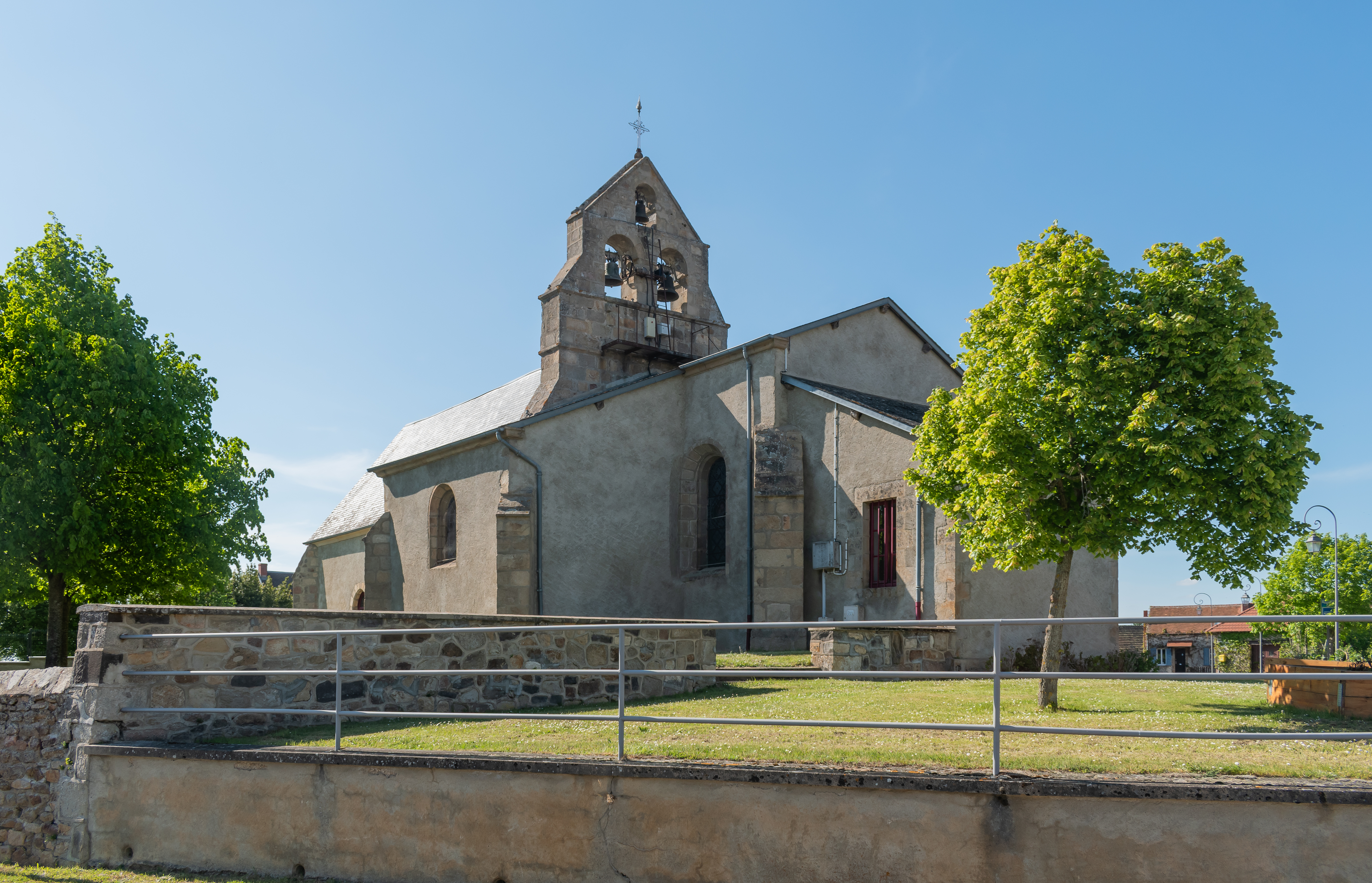
L'église Saint-Martin de Terjat.

- L'église Saint-Martin de Terjat.Église Saint-Martin du XIIe siècle.
- Retable du XVe siècle dans l'église.
- Manoir XIIe siècle.
- Motte féodale du Téret.
- Château de Beausson

### Personnalités liées à la commune
- Jean-Baptiste de Chevenon de Bigny (1775-1852), né et mort à Terjat, au château de Beausson, député de l'Allier et maire de Montluçon.